# Ладозьке озеро (картина)
«Ладозьке озеро» — картина художника Архипа Куїнджі (1841/1842–1910), написана в 1873 році (за іншими даними, в 1870 або 1871 році). Картина є частиною зборів Державного Російського музею (інв. ЖБ-843). Розмір картини — 79,5 × 62,5 см.

## Історія та опис
Картина «Ладозьке озеро» увійшла в трилогію художника про північну природу, до якої також належать картини «На острові Валаамі» (1873) та «Північ» (1879).
Картина «Ладозьке озеро» була написана під час однієї з поїздок Куїнджі на острів Валаам, що знаходиться на Ладозькому озері. Куїнджі приваблювала сувора мальовничість північної природи — скелясті береги, лісові хащі та прозора озерна вода. На картині зображений піщано-кам'янистий берег озера, прибережні камені якого поступово переходять під прозору воду і мальовничо просвічують крізь неї. На озері видно човен із рибалками, а вдалині біліє вітрило іншого човна. Лінія горизонту знаходиться досить низько, приблизно дві третини картини займає небо з хмарами.
Із цією картиною також пов'язана наступна історія. У 1883 році Куїнджі звинуватив у плагіаті художника-мариніста Руфіна Судковського (1850–1885), який був його сусідом по квартирі в той час, коли створювалася картина «Ладозьке озеро». Куїнджі заявив, що картина Судковського «Мертвий штиль» скопійована з його картини «Ладозьке озеро». Заява Куїнджі була підтримана деякими художниками (Іваном Крамським, Василем Максимовим, Юхимом Волковим і Іллею Рєпіним), які написали листа в газету «Новое время», стверджуючи, що картина Судковського «прямо запозичена» у Куїнджі. Із іншого боку, були і ті, хто заступився за Судковського.